# Edoardo Monti
Edoardo Monti (Como, 19 luglio 1876 – 27 ottobre 1958) è stato un generale italiano.

## Biografia
Sottotenente di artiglieria nel 1896, frequentò la scuola di guerra e passò nel corpo di Stato Maggiore. Partecipò alla guerra libica del 1911-12 ed a tutta la guerra contro l'Austria, divenendo colonnello nel 1917. Fu successivamente Capo di Stato Maggiore del settore di Tarvisio e della divisione di Gorizia (1921), Comandante del 15º Reggimento artiglieria da campagna (1923) e poi (1926) Capo di Stato Maggiore di Corpo d'Armata di Bari. Generale di brigata nel 1928, fu ispettore di mobilitazione della divisione di Gorizia e nel 1929 passò al comando del corpo di Stato Maggiore. Con il grado di Generale di divisione comandò la  14ª Divisione fanteria "Isonzo" a Gorizia negli anni 1931-34. Trasferito a Cagliari assunse il comando del Corpo d'Armata della Sardegna con il grado di Generale di Corpo d'Armata e lo resse dal 1935 al 1936. In Bologna nel 1937 assunse il comando di quel Corpo d'Armata fino al 17 luglio 1939. Nominato designato d'Armata si trasferì a Como, sua città natale; in Milano assunse il Comando dell'Armata "S", unità puramente cartacea, incaricata di studiare la difesa del confine settentrionale dal Monte Dolent al Cadore.
L'11 novembre 1939 trasmise allo Stato Maggiore del Regio Esercito una "Memoria operativa nell'ipotesi di violazione della neutralità svizzera da parte della Francia". Il 15 dicembre 1939 ricevette direttamente da Mussolini l'incarico di sovrintendente alla fortificazione del "Vallo Alpino del Littorio" alla frontiera germanica; all'interno dell'Armata "S" l'ufficio preposto prese il nome di "Comando Presidio Monti". Nel settembre 1940 il Comando venne sciolto e Monti continuò, sotto forma di consulenza, la sua collaborazione ai nuovi uffici preposti alla costruzione del "Vallo" fino al 19 luglio 1942, quando venne collocato nella riserva. Il 10 settembre del 1942 venne ricevuto a Palazzo Venezia da Mussolini il quale volle complimentarsi con lui, in modo particolare, per la condotta durante l'incarico di sovrintendente alla costruzione del Vallo Littorio alla frontiera germanica. Terminato l'importante incarico fu Presidente della Casa militare per i veterani in Turate (CO) fino alla morte. Poco dopo la fine della guerra fece parte di un giurì per indagare sulla responsabilità in ordine alla mancata difesa della piazza di Roma durante i tragici giorni susseguenti l'8 settembre 1943.

## Ruolo nella realizzazione del Vallo Alpino
Prima dell'importante incarico di sovrintendente alla costruzione del Vallo Littorio alla frontiera germanica assegnatogli da Mussolini, di cui si è riferito nella biografia, il generale Monti aveva firmato in qualità di Sottocapo di Stato Maggiore dell'Esercito la Circolare 300, emessa il 21 gennaio 1932, con cui approvava le aggiunte e varianti alla Circolare 200 ed alla Circolare 800 compilate dall'Ispettorato dell'Arma del Genio.